# Andrej Talalaev
Andrej Viktorovič Talalaev (in russo Андрей Викторович Талалаев?; Mosca, 5 ottobre 1972) è un allenatore di calcio ed ex calciatore russo, di ruolo attaccante.

## Carriera

### Club
Ha giocato nella massima serie russa con Torpedo Mosca (con cui vinse la una coppa di Russia), KAMAZ-Čally, Tjumen' e Lokomotiv Nižnij.

### Nazionale
Vanta 10 presenze nella nazionale Under-21 russa con una rete all'attivo, messa a segno nella goleada contro i pari età lussemburghesi in un incontro valido per le qualificazioni al campionato europeo di calcio Under-21 1994.

## Palmarès

### Giocatore

#### Club
- Coppa di Russia: 1

Torpedo Mosca: 1992-1993

### Allenatore
- Pervaja Liga: 1

Baltika: 2024-2025